# 伊藤忠通
伊藤 忠通（いとう ただみち、1953年〈昭和28年〉 - ）は、日本の経済学者、奈良県立大学の学長・副理事長。ラーニング・コモンズを深化させた少人数対話型「学習コモンズ制」導入や公立大学法人化などの改革を指揮した。専門は地方財政論。

## 略歴・人物
大阪府東大阪市出身。大阪府立清水谷高等学校卒業、1977年（昭和52年）3月関西学院大学経済学部卒業。1982年関西大学大学院経済学研究科博士課程修了、経済学修士（博士後期課程単位取得）。
沖縄国際大学専任講師を経て、1989年（平成元年）助教授。1990年奈良県立商科大学（現・奈良県立大学）助教授に。教授を経て2010年（平成22年）奈良県立大学の学長に就任。2015年副理事長に（学長と兼務のまま）就任した。

## 「生きた知識」教育、独自の「学習コモンズ制」
2013年、県立大の公立大学法人化（地方独立行政法人化）に向け、伊藤は「ゼミ重視の少人数教育を導入」して「奈良県内全体をキャンパスととらえ、学生が地域へ出て研究する」構想を発表。その一環として「学生の目線で、インターネットを活用した情報発信や旅行プランの企画などができ」る課外活動のため、奈良市観光協会と協定を締結するなど改革案を次々と打ち出した。この改革路線を評価され、県立大は文部科学省から「地（知）の拠点大学」に選ばれた。
2014年4月、少人数教育の構想を具現化させ、県立大の独自の「学習コモンズ制」として開始させた。「さらなる教育の質の向上と優れた地域人材の養成」を目指し、「学び方だけでなく、教え方をも変える」コモンズ制は、「観光創造コモンズ」「都市文化コモンズ」「コミュニティデザインコモンズ」「地域経済コモンズ」の4領域に分かれて、フィールドワーク必修の実践型で学ばせる。このため、教授陣に、アニメ「らき☆すた」ファンと鷲宮神社の関係など「アニメ聖地巡礼」を研究している岡本健を准教授として採用するなど、コンテンツツーリズム（観光社会学）も学生が自ら学び取り「生きた知識」となるよう設計、「国際社会にも対応できる地域人材の育成」を目指している。
また、「地域に貢献できる人材を養成」する大学として、同じコンセプトを持つ大学、福井大学や同じ公立大の宮城大学などと連携を推進。地元奈良県の自治体との連携も進め、例えば生駒市の関西文化学術研究都市エリアの開発では、伊藤は専門の地方財政論をもとに、公民が連携して「奈良先端科学技術大学院大学を中心とした“イノベーションを創出”するまちづくり」を提案。都市部での農業振興と、居住地・ものづくり施設誘致と、開発エリアを南北に分ける計画を提案している。
そのほか、地域貢献活動の一環として、奈良市総合計画審議会や宇陀市総合計画審議会、奈良県国土利用計画審議会の会長、関西広域連合協議会や総務省行政評価懇談会の委員など、各所で委員を多数を務めている。

## 著書

### 共著
- 『トピックス財政学』（中央経済社、1996年）
- 『地域創造への招待』（晃洋書房、2000年）

### 共訳
- 『公共経済学入門　政治家、所有権および交換』(A.ギフォードJr.、G.J.サントニ著、新評論、1984年）
- 『福祉国家の国際比較研究　LIS10ヶ国の税・社会保障移転システム』（デボラ・ミッチェル著、啓文社、1993年）